# 100%!アピールちゃん
『100%!アピールちゃん』（ひゃくパーセント!アピールちゃん）は、TBSテレビ系列で2021年10月11日から2022年8月22日まで毎週月曜日の22:00 - 22:57（JST）に放送されていた毎日放送（MBS）制作のバラエティ番組である。

## 概要
MBSの東京支社が、前番組（『教えてもらう前と後』）に続いて制作。『愛しのアピールちゃん』（いとしのアピールちゃん）という特別番組の放送（2021年5月23日）を経て、レギュラー化に至った。
当番組では、SNSなどで魅力を伝えられていない人やスポットに着目。「アピールちゃん」と称する芸能人が、「アピールのサポート役」として出演していた。その一方で、MBSが加盟するTBS系列では、ゴールデン・プライム帯に放送している全国ネット番組の一部で2022年4月11日（月曜日）の19:00からTVerによるリアルタイム配信を開始。当番組も、毎日放送（東京支社）が制作する全国ネット番組としては初めて、同日の放送分からリアルタイム配信を実施していた。
視聴率の面で『月曜から夜ふかし』（日本テレビ制作）・『報道ステーション』（テレビ朝日制作）や関西テレビ制作の「月10ドラマ」といった裏番組の後塵を拝していたことなどから、2022年8月22日をもって放送を終了したが、MBSの東京支社では月曜22時台における全国ネット向け番組の制作を継続。当番組のレギュラー出演者であった 川島明（麒麟）・指原莉乃・有岡大貴（Hey! Say! JUMP）を、後継番組（『月曜の蛙、大海を知る。』→『推しといつまでも』）にも起用していた。しかし、いずれの番組も視聴率の面で苦戦していたため、MBSでは『推しといつまでも』の終了（2023年9月4日）をもって当該時間帯における全国ネット向け番組の制作業務から撤退している。
なお、当番組では2022年2月21日から、「小倉優子、早稲田大学への道」（「アピールちゃん」の1人で最終学歴が「千葉県立東金高等学校卒業」だった小倉がタレント活動や育児と並行しながら早稲田大学教育学部の受験へ挑戦する姿に密着したロケ取材企画）を放送。この企画は『月曜の蛙、大海を知る。』にも引き継がれたため、本人は2023年の初頭に、早稲田大学教育学部、学習院大学、成蹊大学、津田塾大学、白百合女子大学、学習院女子大学の入学試験を受けた。実際には白百合女子大学の試験に合格したほか、学習院女子大学の試験でも「補欠合格」を勝ち取ったため、同年4月から白百合女子大学へ進学している。

## 出演者
☆：『愛しのアピールちゃん』から継続出演。

### 司会
- アピール司令官 - 川島明（麒麟）[2]
- アピール判定委員長 - 指原莉乃☆[2]

### 番組ファミリー
- 有岡大貴（Hey! Say! JUMP）☆[13]
- ハリセンボン（近藤春菜・箕輪はるか）[13]

#### 愛しのアピールちゃん

##### スタジオ出演
指原莉乃☆、佐藤栞里、有岡大貴（Hey! Say! JUMP）☆、ハライチ（岩井勇気・澤部佑）

##### アピールハンター（VTR出演）
アインシュタイン（稲田直樹・河井ゆずる）、小倉優子、空気階段（鈴木もぐら・水川かたまり）、佐々木久美（日向坂46）、サーヤ（ラランド）、田中道子、向井慧（パンサー）、村重杏奈（当時HKT48）

## ネット局
| 放送対象地域   | 放送局                    | 系列    | 放送時間           | ネット状況 |
| -------------- | ------------------------- | ------- | ------------------ | ---------- |
| 近畿広域圏     | 毎日放送（MBS）           | TBS系列 | 月曜 22:00 - 22:57 | 【制作局】 |
| 北海道         | 北海道放送（HBC）         | TBS系列 | 月曜 22:00 - 22:57 | 同時ネット |
| 青森県         | 青森テレビ（ATV）         | TBS系列 | 月曜 22:00 - 22:57 | 同時ネット |
| 岩手県         | IBC岩手放送（IBC）        | TBS系列 | 月曜 22:00 - 22:57 | 同時ネット |
| 宮城県         | 東北放送（tbc）           | TBS系列 | 月曜 22:00 - 22:57 | 同時ネット |
| 山形県         | テレビユー山形（TUY）     | TBS系列 | 月曜 22:00 - 22:57 | 同時ネット |
| 福島県         | テレビユー福島（TUF）     | TBS系列 | 月曜 22:00 - 22:57 | 同時ネット |
| 関東広域圏     | TBSテレビ（TBS）          | TBS系列 | 月曜 22:00 - 22:57 | 同時ネット |
| 山梨県         | テレビ山梨（UTY）         | TBS系列 | 月曜 22:00 - 22:57 | 同時ネット |
| 新潟県         | 新潟放送（BSN）           | TBS系列 | 月曜 22:00 - 22:57 | 同時ネット |
| 長野県         | 信越放送（SBC）           | TBS系列 | 月曜 22:00 - 22:57 | 同時ネット |
| 富山県         | チューリップテレビ（TUT） | TBS系列 | 月曜 22:00 - 22:57 | 同時ネット |
| 石川県         | 北陸放送（MRO）           | TBS系列 | 月曜 22:00 - 22:57 | 同時ネット |
| 静岡県         | 静岡放送（SBS）           | TBS系列 | 月曜 22:00 - 22:57 | 同時ネット |
| 中京広域圏     | CBCテレビ（CBC）          | TBS系列 | 月曜 22:00 - 22:57 | 同時ネット |
| 鳥取県・島根県 | 山陰放送（BSS）           | TBS系列 | 月曜 22:00 - 22:57 | 同時ネット |
| 岡山県・香川県 | RSK山陽放送（RSK）        | TBS系列 | 月曜 22:00 - 22:57 | 同時ネット |
| 広島県         | 中国放送（RCC）           | TBS系列 | 月曜 22:00 - 22:57 | 同時ネット |
| 山口県         | テレビ山口（tys）         | TBS系列 | 月曜 22:00 - 22:57 | 同時ネット |
| 愛媛県         | あいテレビ（itv）         | TBS系列 | 月曜 22:00 - 22:57 | 同時ネット |
| 高知県         | テレビ高知（KUTV）        | TBS系列 | 月曜 22:00 - 22:57 | 同時ネット |
| 福岡県         | RKB毎日放送（rkb）        | TBS系列 | 月曜 22:00 - 22:57 | 同時ネット |
| 長崎県         | 長崎放送（NBC）           | TBS系列 | 月曜 22:00 - 22:57 | 同時ネット |
| 熊本県         | 熊本放送（RKK）           | TBS系列 | 月曜 22:00 - 22:57 | 同時ネット |
| 大分県         | 大分放送（OBS）           | TBS系列 | 月曜 22:00 - 22:57 | 同時ネット |
| 宮崎県         | 宮崎放送（mrt）           | TBS系列 | 月曜 22:00 - 22:57 | 同時ネット |
| 鹿児島県       | 南日本放送（MBC）         | TBS系列 | 月曜 22:00 - 22:57 | 同時ネット |
| 沖縄県         | 琉球放送（RBC）           | TBS系列 | 月曜 22:00 - 22:57 | 同時ネット |

## スタッフ

### 100%!アピールちゃん
- ナレーション：落合福嗣、松嶌杏実（毎週）、槇嶋範彦、銀河万丈（週替り）
- 構成：堀江利幸（堀江→2021年11月 - 12月まではホーリー名義）、興津豪乃、樅野太紀、本松エリ、寺田智和、堤映月
- TM：竹本友亮（MBS）
- TD/SW：中澤宏、石毛雄己、酒井博（週替り）
- CAM：稲本健汰、上田一路（MBS）（週替り）
- 音声：小澤真琴、白井楓太（週替り）
- VE：安井康喜
- 照明：ロション・ジュリアン、白石弘志（週替り）
- CG：フレイムグラフィックス
- 編集：早川徹哉、岡田秀夫（週替り）、林仁美（毎週）
- MA：堀博勝
- 音効：上口昭雄、森田順菜（森田→2022年6月13日 - ）
- 美術プロデューサー：吉田敬
- デザイン：竹中健
- 美術進行：太田菜摘
- 大道具製作：内海靖之
- 大道具操作：桜井和則
- アクリル装飾：二瓶実咲
- 装飾：藤生由紀
- 電飾：釜田慶一
- メイク：谷口あゆみ（2022年7月4日 - ）
- 技術協力：Swish japan、PROGRESSO、イングス、戯音工房（毎週）、Day book（週替り）
- 美術協力：フジアール
- リサーチ：maneuver
- 編成：合田忠弘（MBS、2022年8月1日 - ）
- 宣伝：藤井奈々（MBS）
- デスク：宮澤なつみ（MBS、2022年5月9日 - ）、小中理恵（MBS）
- スチール：森下里香
- 番組アドバイザー：登坂琢磨（MBS）、内藤史（MBS）
- AD：吉澤奨悟（以前は毎週AD）、小西萌香、鈴木優里、吉川功一、金澤栄樹、武岡澄也、齋藤瑞生、天谷建登、梅津京香、丹野祐貴、大住一真、髙瀬瑞乃、萬代光輝、大橋百花、齊藤剛史、竹谷進之介、大崎武雄、中西大登、大谷郁哉、山崎晃裕、眞鍋遊、松本麻那、坂本沙弥、小堀麗華、吉﨑樹里、崎凌、三浦真知、菊地愛、黄淼、大石玲音、川西美月、松井勇武、佐藤実月、武岡澄也、仲邑剛、半田香織（週替り）
- AP：岸加苗（毎週）、城美幸、吉冨由布希、岡崎佑美（岡崎→プロデューサーの回あり）、加藤彩華、儀万由佳（週替り）
- キャスティング：田村力（ビーオネスト）、金沢紀子
- ディレクター：松岡活美（花組）、野満一朗太、永井雄一、相澤雄、松尾多喜二（MBS企画）、桑原愛希（FAT TRUNK）、大久保早紀（ウインズウイン）、浦川瞬、森賀紀行（MBS企画）、山本紗智子（Beeam Entertainment）、三浦洸（THE WORKS）、三宮浩嗣、梶山貴也（MBS企画）、加藤悦生、見崎陽亮、後亮佑、神野基彦、大谷信也、トリタニダイチ、地濃愛（U-FIELD）、牛窪真二（PLATFORM, INC.）、折茂健一（U-FIELD）、川岸昌嗣、津宏典、篠崎友(智)和、永井裕史、藤野智光（うずまき）、長沼昭悟（ベイビーディレクター）、山本健太郎（週替り）
- チーフディレクター：渡邊美幸（MBS、ディレクターの回あり）、鳥越一夫（FAT TRUNK）、村中良輔（FAT TRUNK）、東海林明（THE WORKS）、新沢学（U-FIELD）、山口博（週替り）
- 演出：姉崎正広（SHO-GUN、以前はチーフ/ディレクター）
- プロデューサー/チーフ/ディレクター：藤田恭輔（MBS、週替り、回によって異なる）
- プロデューサー：勝俣幸多（花組）、出合信之（MBS企画）、宮本哲也（THE WORKS）、山本玲子（THE WORKS）、上原敏明（U-FIELD）、鈴木麻美（U-FIELD、上原・鈴木→共に2022年3月14日 - ）、高橋尚輝（高橋→2022年4月11日・5月9日 - ）、住田雄一（FAT TRUNK）、大森エミ（FAT TRUNK、住田・大森→共に2022年5月9日 - 、大森→以前は週替りAP）、黒木明紀（NON PRO、黒木→2022年5月16日 - ）、豊田由佳梨（豊田→2022年5月30日 - 、以前は週替りAP）
- 演出/プロデューサー：水野雅之（MBS）[5]
- チーフプロデューサー：深迫康之（MBS）
- 制作協力：FAT TRUNK、MBS企画、Gunnai、Terevider、U-FIELD、NON PRO（NON→2022年5月16日 - ）
- 製作著作：MBS

#### 過去のスタッフ
- 構成：中野俊成（2021年12月まで）
- VE：山中颯太
- VIZ：伊藤亮介（2021年12月まで）
- メイク：春山輝江（2022年6月まで）
- 編成：近藤千笑子（MBS、2022年7月まで）
- デスク：阪本智美（MBS、2022年4月まで）
- プロデューサー：村山学（2022年1月17日 - 4月まで）

### 愛しのアピールちゃん
- ナレーション：落合福嗣[6]
- 構成：中野俊成、興津豪乃、樅野太紀、本松エリ、寺田智和、白武ときお、堤映月
- CAM：川上修平
- 音声：高橋幸則
- VE：水野博道
- 編集：岡田秀夫、林仁美
- CG：フレイムグラフィックス
- MA：堀博勝
- 音効：上口昭雄
- 美術プロデューサー：吉田敬
- デザイン：竹中健
- アートコーディネーター：太田菜摘
- 大道具：内海靖之
- アクリル装飾：田形渚
- 装飾：藤生由紀
- モニター：大高貢
- メイク：山田かつら
- 技術協力：ニューテレス、プログレッソ、イングス、戯音工房
- 美術協力：フジアール
- リサーチ：maneuver
- 編成：合田忠弘（MBS）
- 宣伝：藤井奈々（MBS）
- 番組アドバイザー：鶴本康彦（MBS）、西澤和也（MBS）
- 営業：清水飛翔（MBS）、福地直太（MBS）
- デスク：吉田明日香（MBS）
- AD：トリタニダイチ、菊地美姫、松本孝一
- AP：岸加苗、垣内ちひろ
- キャスティング：田村力（ビーオネスト）
- ディレクター：鳥越一夫（FAT TRUNK）、新田亮介（MBS）、渡邊美幸（MBS）、佐々木卓也、山口博、松岡活美（花組）、大久保早紀（ウインズウイン）
- 演出：水野雅之（MBS）
- プロデューサー：木米英治（MBS）、勝俣幸多（花組）、金沢紀子
- 制作協力：Gunnai、えむき
- 製作著作：MBS